# The Road Goes On
The Road Goes On est une chanson du groupe de rock californien Toto, issue de leur neuvième album studio Tambu sorti en 1995.

## Description et interprétation
Il s'agit d'une des trois ballades pop rock de l'album, qui se caractérise par le jeu d'une guitare acoustique lors des couplets, des riffs de guitare électrique énergiques lors des refrains. Steve Lukather, qui interprète le morceau, joue également de la mandoline.
Le morceau, qui conclut l'album, est dédié au défunt batteur Jeff Porcaro, décédé trois ans plus tôt. Le titre The Road Goes On est en sa mémoire : par une interprétation symbolique, le groupe invite ses fans à « continuer la route ensemble » malgré la douleur et à l'accompagner dans son périple musical. Il en a été ainsi pour le groupe lui-même qui a poursuivi sans son membre fondateur, décidant que c'est ce qu'il aurait souhaité.

## Composition du groupe en 1995
- Steve Lukather : guitares, mandoline, chant
- David Paich : claviers, chant
- Simon Phillips : batterie, percussions
- Mike Porcaro : basse